# Locomotiva FMS 100
La locomotiva gruppo 100 FMS è stata un tipo di locotender a vapore costruita dalla Breda  per il servizio sulle linee delle Ferrovie Meridionali Sarde del bacino minerario del Sulcis, in Sardegna.

## Storia
Le locomotive del gruppo 101-108 FMS furono costruite dalla Breda per conto della Società Anonima Ferrovie Meridionali Sarde, fondata a Busto Arsizio nel 1915; vennero ordinate all'inizio degli anni venti perché a causa della prima guerra mondiale vi fu un rinvio dei lavori di costruzione, iniziati nel 1923. Nei tre anni successivi furono costruiti 107 km di ferrovia a scartamento ridotto (950 mm), colleganti il porto di Calasetta con la rete delle FS a Monteponi (frazione di Iglesias) e Siliqua, e due diramazioni che si congiungevano a San Giovanni Suergiu), stazione principale e sede di deposito locomotive e officine.

La locomotiva 104 in testa ad un treno viaggiatori nella stazione di Gonnesa nei primi anni di esercizio

I primi treni effettuati dalle locomotive Breda circolarono il 23 maggio 1926. Queste macchine per circa un decennio furono le sole in testa ai convogli delle Meridionali Sarde, sin quando, a metà degli anni trenta del Novecento, il parco locomotive della società fu ampliato per far fronte alla crescente produzione carbonifera locale, causata dall'autarchia.
I locotender Breda continuarono a svolgere il loro servizio anche nel dopoguerra lungo tutte le linee della rete FMS, sebbene progressivamente il loro utilizzo fu ristretto al solo servizio merci, in quanto i treni passeggeri furono man mano effettuati esclusivamente con le automotrici diesel in dotazione alle FMS. La chiusura della gran parte delle miniere carbonifere del Sulcis-Iglesiente negli anni sessanta portò a un crollo dei traffici lungo la rete delle Meridionali Sarde: gran parte delle locomotive furono accantonate, ad eccezione di alcuni esemplari del gruppo 100, che trainarono i treni merci e materiali delle FMS sino alla chiusura della loro rete ferroviaria, avvenuta tra il 1968 e il 1974.
La locomotiva numero 101 è stata restaurata nel primo decennio del XXI secolo ed esposta come monumento nella miniera di Serbariu a Carbonia. Da segnalare inoltre che la locomotiva numero 105 (leggermente modificata nell'aspetto) fu utilizzata per le riprese del film western 30 Winchester per El Diablo, girato a metà degli anni sessanta.